# Віктор Старожинський
Віктор Старожинський (іноді Сторожинський, хресне ім'я Василь; 18 серпня 1740, Старі Богородчани — 8 березня 1808, Жовква) — український церковний діяч, священник-василіянин, педагог, протоігумен провінції Найсвятішого Спасителя (1785–1797), архимандрит Жовківського монастиря у 1797–1808 роках.

## Життєпис
Народився 18 серпня 1740 року в селі Старі Богородчани Галицької землі Руського воєводства (тепер Богородчанський район Івано-Франківської області) в сім'ї священника Василя та його дружини Маріанни (Марії). Під час Хрещення отримав ім'я Василь. Мав молодшого брата Андрія, що став священником.
Середню освіту разом із завершеним курсом філософії здобув у колегії єзуїтів у Станиславові. 18 червня 1765 року вступив до Василіянського Чину на новіціят у Почаївський монастир і на облечинах отримав монаше ім'я Віктор. 23 червня 1766 року склав вічні обіти. Впродовж 1766–1770 років здобував богословську освіту в монастирі святого Юра у Львові. 15 жовтня 1766 року отримав ієрейські свячення з рук львівського владики Льва Шептицького.
Наприкінці вересня 1770 року призначений на посаду проповідника у Підгорецькому монастирі, але через епідемію чуми, що панувала в тих околицях, затримався на п'ять місяців у Золочівському монастирі і прибув до Підгірців щойно в березні 1771 року. Як делегат від Підгорецького монастиря 2–20 лютого 1772 року брав участь у Берестейській генеральній капітулі. З кінця серпня 1772 року до кінця 1773 року був учителем дітей яблунівського старости Марціна Ліпського. У 1773–1774 роках був корепетитором (помічником професора) філософії у Загаєцькому монастирі, а впродовж 1774–1777 років був корепетитором філософії і проповідником (перший рік), професором філософії і вікарієм у Луцькому монастирі Воздвиження Чесного Хреста. У 1777–1778 навчальному році був професором богослов'я і вікарієм у Кам'янець-Подільському монастирі. Наприкінці серпня 1778 року о. Віктор Старожинський отримав посаду професора богослов'я у монастирі святого Юра у Львові, а 22 листопада 1780 року призначений ігуменом Свято-Юрського монастиря.
28 березня 1783 року, керуючись урядовими декретами про розділення василіянської провінції Найсвятішого Спасителя на дві частини (львівську і перемишльсько-холмську), львівський єпископ Петро Білянський призначив Віктора Старожинського комісаром і генеральним візитатором василіянських монастирів на території Львівської єпархії. На початку 1785 року василіяни на території Галичини знову отримали дозвіл на об'єднання усіх своїх обителей в одну провінцію. 4 травня 1785 року у монастирі Св. Юра у Львові відбулася провінційна капітула, на якій о. Віктор Старожинський був обраний протоігуменом об'єднаної Галицької провінції Найсвятішого Спасителя.
Впродовж 1787–1790 років він доклав багато зусиль для порятунку тих василіянських монастирів у Галичині, які згідно з рішенням австрійської влади мали бути скасовані. Завдяки його старанням були врятовані монастирі у Лаврові, Підгірцях, Погоні, Гошеві, Віцині, Улашківцях, Кристинополі, Жовкві та Замості, не вдалося, однак, вберегти Унівську архимандрію. Окрім протоігуменського уряду, виконував також обов'язки ігумена Свято-Юрського монастиря (був обраний у 1784, 1787 і 1790 роках). 11 липня 1796 року о. Старожинський був номінований на уряд архимандрита Жовківського монастиря. Після завершення терміну перебування на посаді протоігумена 16 травня 1797 року перемишльський єпископ Антоній Ангелович урочисто ввів Старожинського на престол жовківських архимандритів. Був одним із кандидатів на уряд протоігумена на капітулі 1803 року і на вакантну (після смерті Порфирія Скарбека Важинського у 1804 році) холмську унійну катедру, однак — безуспішно.
Помер 8 березня 1808 року в Жовкві.